# كوبا بيرو 2012
كوبا بيرو 2012 (بالإسبانية: Copa Perú 2012)‏ هو الموسم 40 من كوبا بيرو ‏. فاز فيه نادي جامعة كاخاماركا التقنية ‏.